# 那楼镇
那楼镇，是中华人民共和国广西壮族自治区南宁市邕宁区下辖的一个乡镇级行政单位。

## 行政区划
那楼镇下辖以下地区：
那楼社区、镇龙社区、屯六村、坛墩村、坛垌村、那文村、那头村、那盆村、中山村、屯了村、罗马村、那旺村、那务村、三江村、那利村、河浪村、华佳村、那他村、屯良村、棠梨村、那丰村和那良村。